# Företagsekonomi A
Företagsekonomi A var en kurs i den svenska gymnasieskolan. 
Tidigare (före GY11) kallades kursen Företagsekonomi A och omfattade då 50 poäng, vilket ska motsvara 50 studietimmar. Kursen tar upp det mest grundläggande inom företagsekonomi. Den är delvis inriktad mot att starta och driva ett eget företag. Redovisning och bokföring behandlas inte, men dock lär man sig att skriva enkla former av resultat- respektive likviditetsbudget.